# Mérignac (Gironde)
Mérignac is een stad in het zuidwesten van Frankrijk en de op een na grootste van het departement Gironde en de regio Nouvelle-Aquitaine. Mérignac maakt deel uit van het gemeentelijk samenwerkingsverband Bordeaux Métropole en het arrondissement Bordeaux. De gemeente telde 77.136 inwoners op 1 januari 2022.
De luchthaven van Bordeaux ligt in de gemeente en de luchtvaartsector en ook het Franse leger zijn de voornaamste werkgevers.

## Geografie
De stad ligt in de agglomeratie van Bordeaux. De oppervlakte van Mérignac  bedroeg op 1 januari 2022 48,17 vierkante kilometer; de bevolkingsdichtheid was toen 1.601,3 inwoners per km².
Mérignac is verdeeld over twee kantons, kanton Mérignac-1 en 
kanton Mérignac-2.
De onderstaande kaart toont de ligging van Mérignac met de belangrijkste infrastructuur en aangrenzende gemeenten.

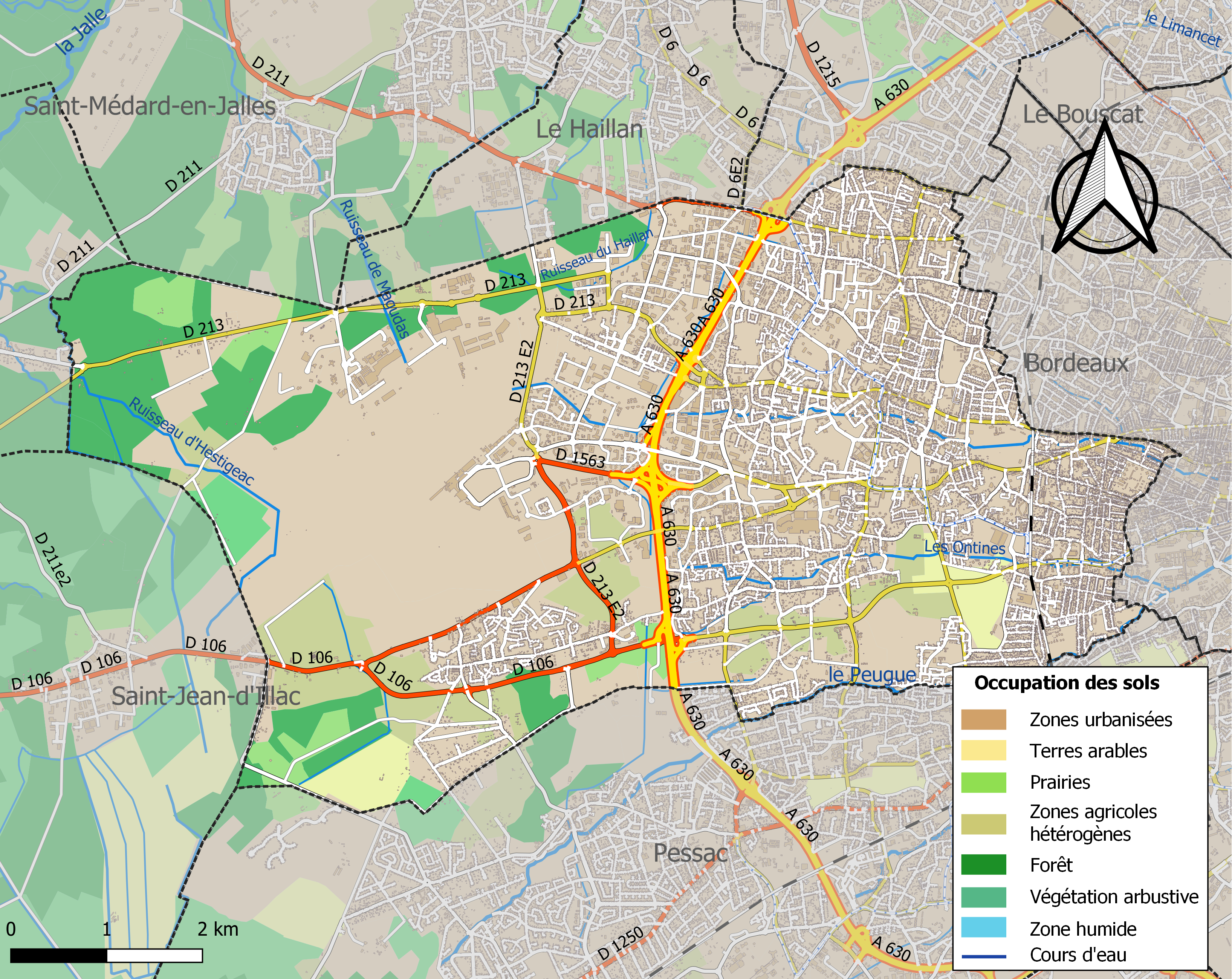

## Geschiedenis
In de 1e eeuw werd na de overwinning van de Romeinen op de Galliërs ter plaatse een landgoed gesticht, genaamd Matriniacus. Op dit landgoed ontstond rondom een Romeinse villa een klein boerenstadje. In de 8e eeuw ontstond de parochie van Saint-Vincent. In de middeleeuwen werd de naam Matriniacus gewijzigd in Meyrinac. De stad was een tijd onder Engels beheer. De Hertog van Aquitaine heerste er in de 12e eeuw en in de veertiende eeuw kwam de stad weer in Engelse handen. Uiteindelijk werd de stad in de 15e eeuw definitief Frans. Tijdens de bezetting van de Engelsen is vooral de wijnbouw in Meyrinac sterk ontwikkeld.
In de 16e eeuw schonk de stad Bordeaux Meyrinac 9500 gouden muntstukken om het grootste deel van de grond van Meyrinac in handen te krijgen. In die tijd telde Meyrinac zo'n 1000 inwoners, verdeeld over verschillende gehuchten (Capeyron, Arlac, Beutre, Yquems). Na de Franse Revolutie werden deze gehuchten officieel ondergebracht in de gemeente Mérignac.
Mérignac ontwikkelde zich sterk in de 18e eeuw. Naast de wijnbouw ontstond er in deze eeuw ook intensieve veeteelt. In de 19e eeuw maakte Mérignac een progressieve industrialisatie mee. De eerste openbare scholen werden geopend; voor jongens in 1860 en voor meisjes in 1862.

## Verkeer en vervoer
In de gemeente ligt het spoorwegstation Mérignac-Arlac. Het spoorwegstation Caudéran-Mérignac ligt net over de gemeentegrens met de gemeente Bordeaux.
In 1917 werd in Mérignac de luchthaven van Bordeaux (aéroport de Bordeaux - Mérignac) aangelegd.
De autosnelweg A630, de ringweg (rocade) rond Bordeaux, loopt door de gemeente.

## Demografie
In de 19e eeuw groeide de bevolking snel. Aan het begin van de 20e eeuw telde Mérignac ongeveer 7.000 inwoners. In de 20e eeuw groeide het inwonersaantal verder. Ongeveer 19.000 in 1939 en ongeveer 47.700 in 1968. In 1999 telde Mérignac 61.992 inwoners.
| 1939                      | 1962  | 1968  | 1975  | 1982  | 1990  | 1999  |
| ------------------------- | ----- | ----- | ----- | ----- | ----- | ----- |
| 19000                     | 32355 | 45951 | 50652 | 51306 | 57273 | 61992 |
| Inwonersaantal vanaf 1939 |       |       |       |       |       |       |

## Afbeeldingen

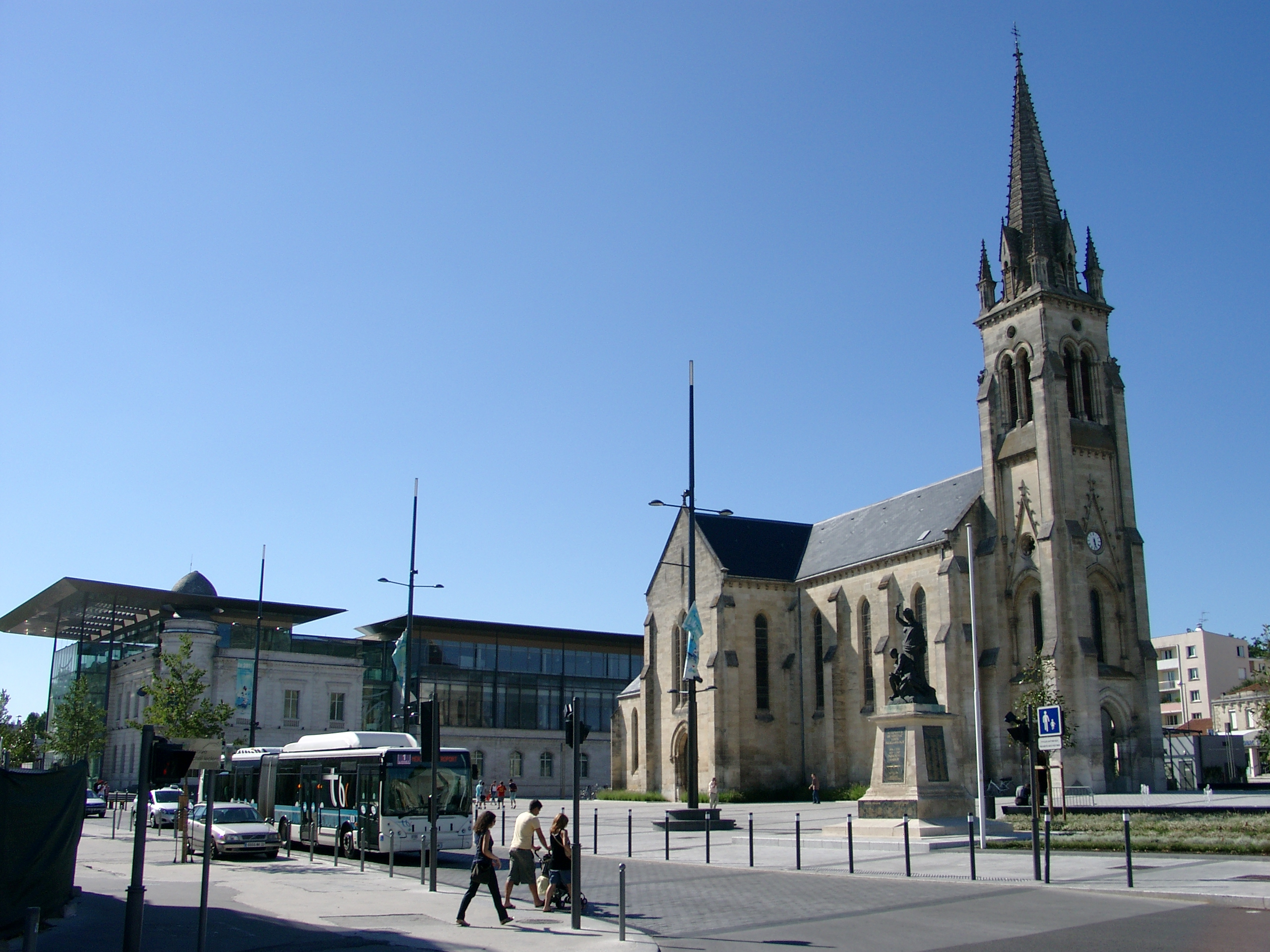
Centrum met de nieuwe kerk Saint-Vincent
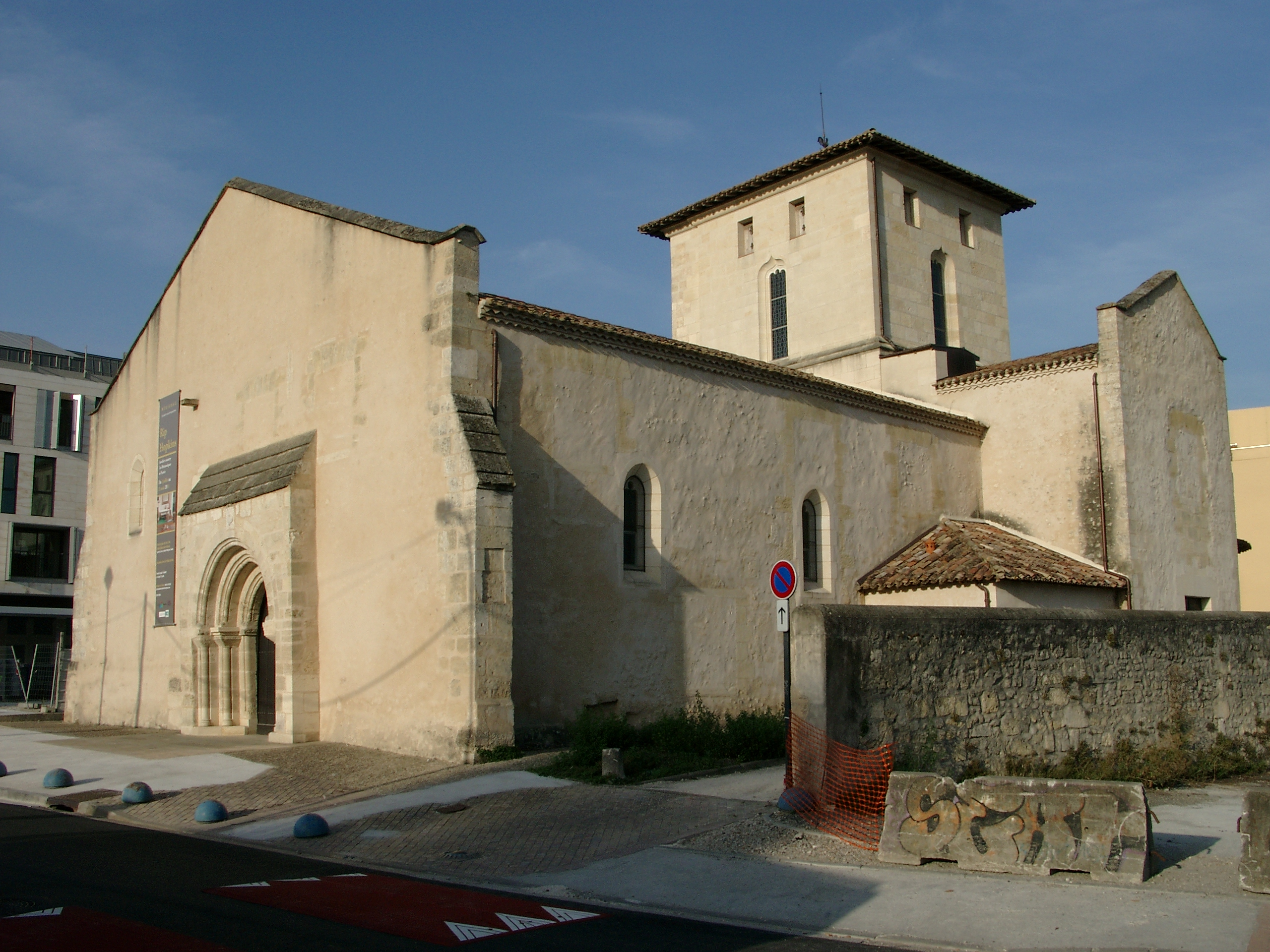
Oude kerk Saint-Vincent
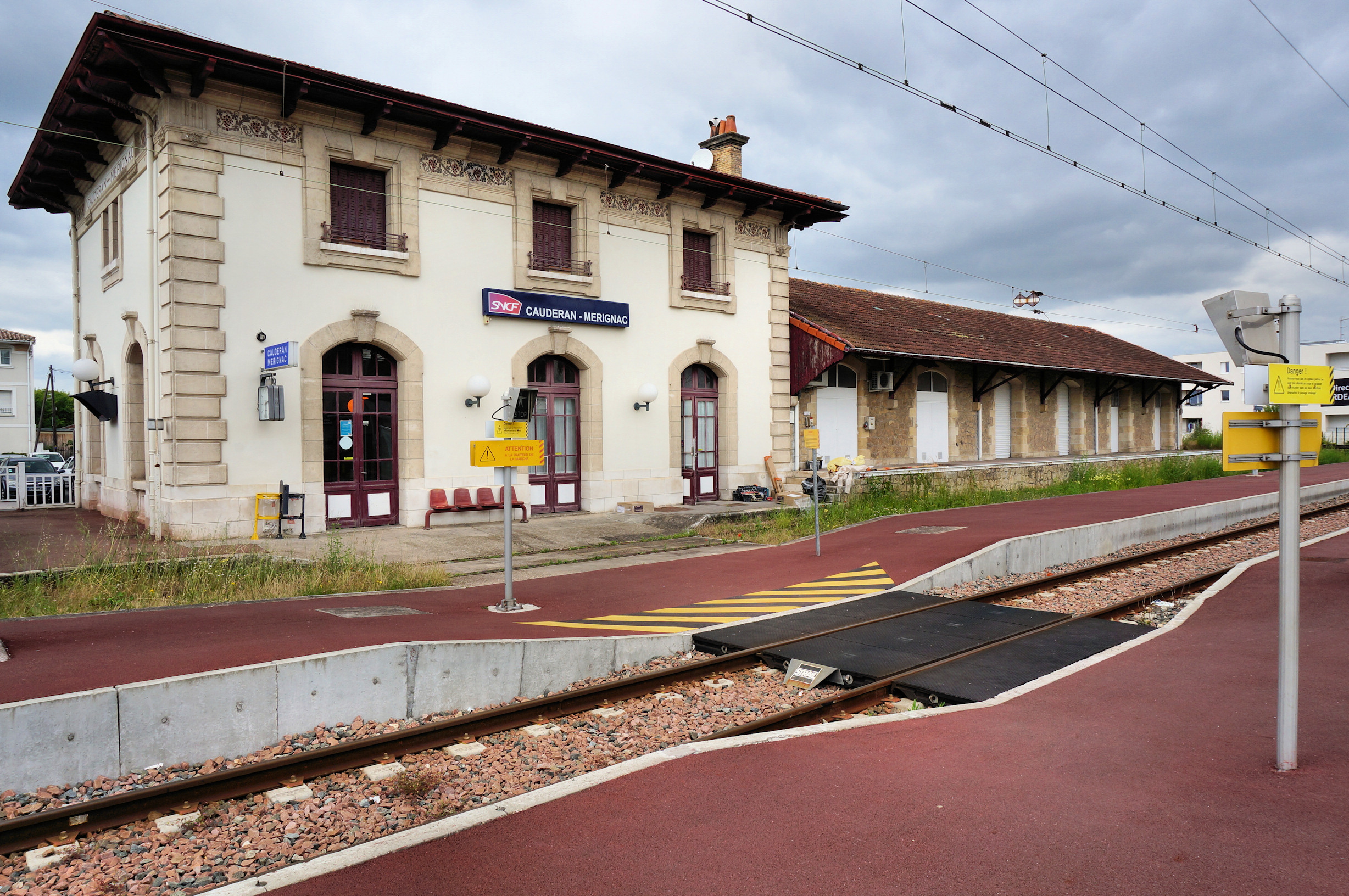
Station
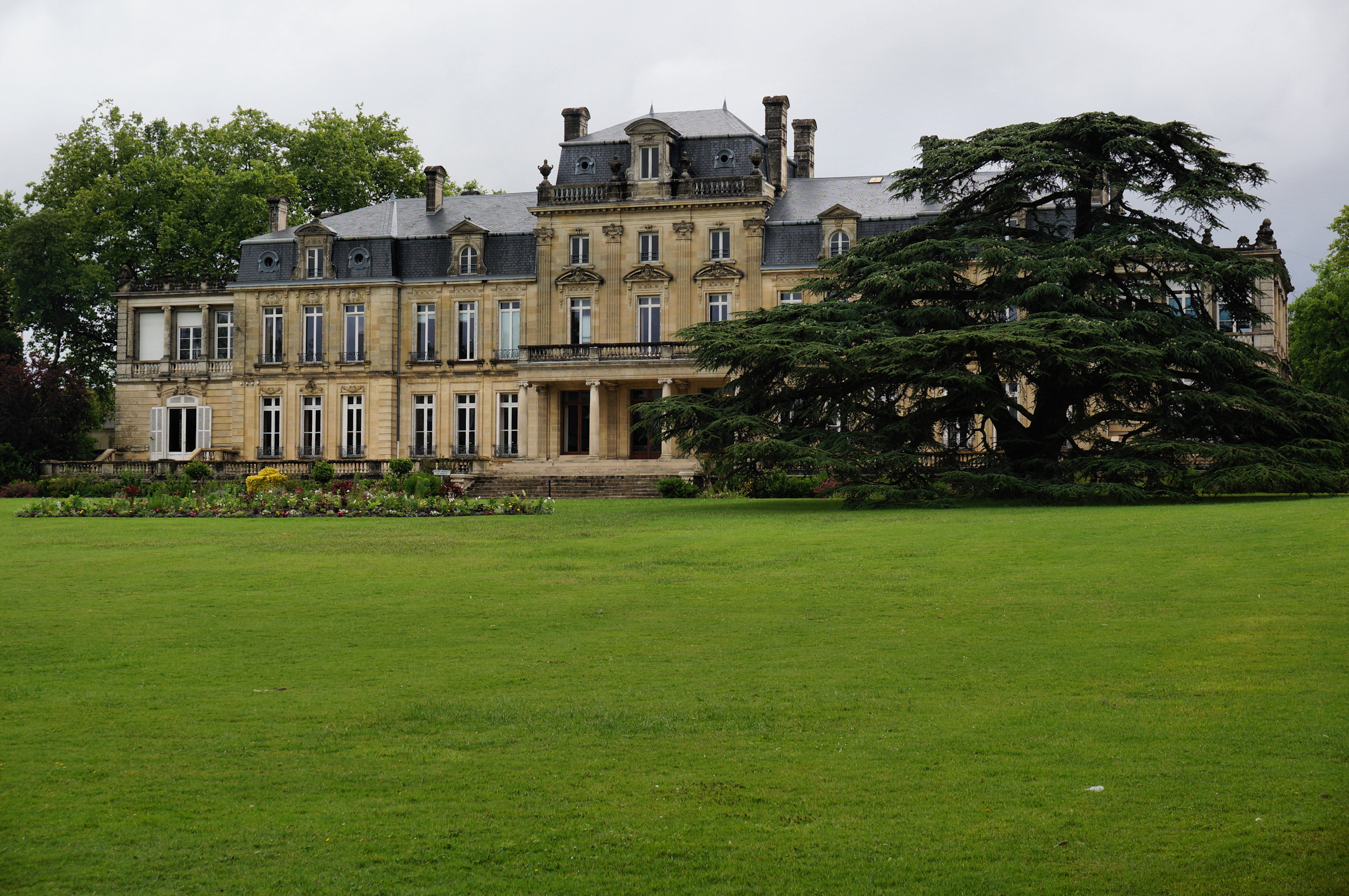
Château de Bourran
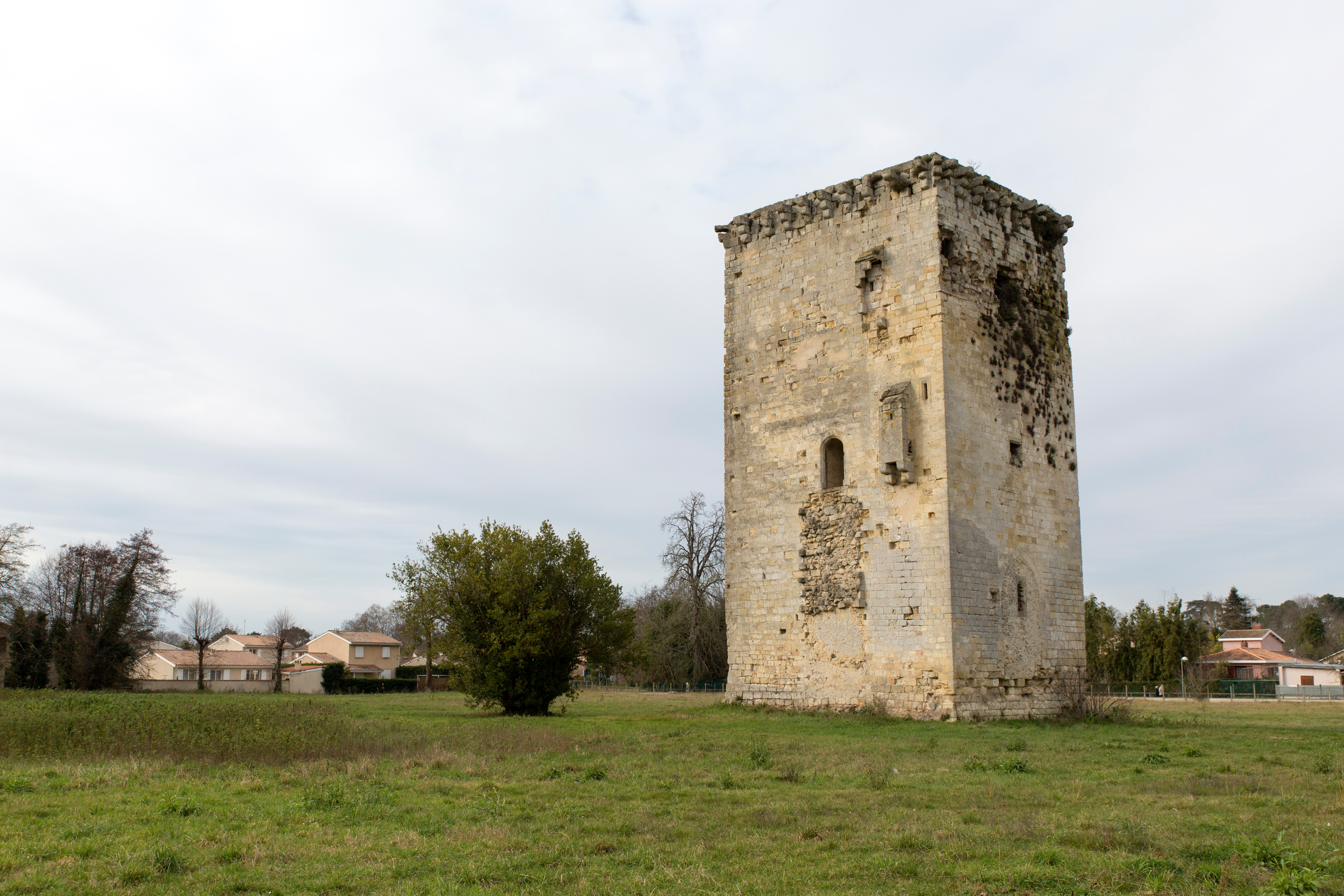
Tour de Veyrines (15e eeuw)
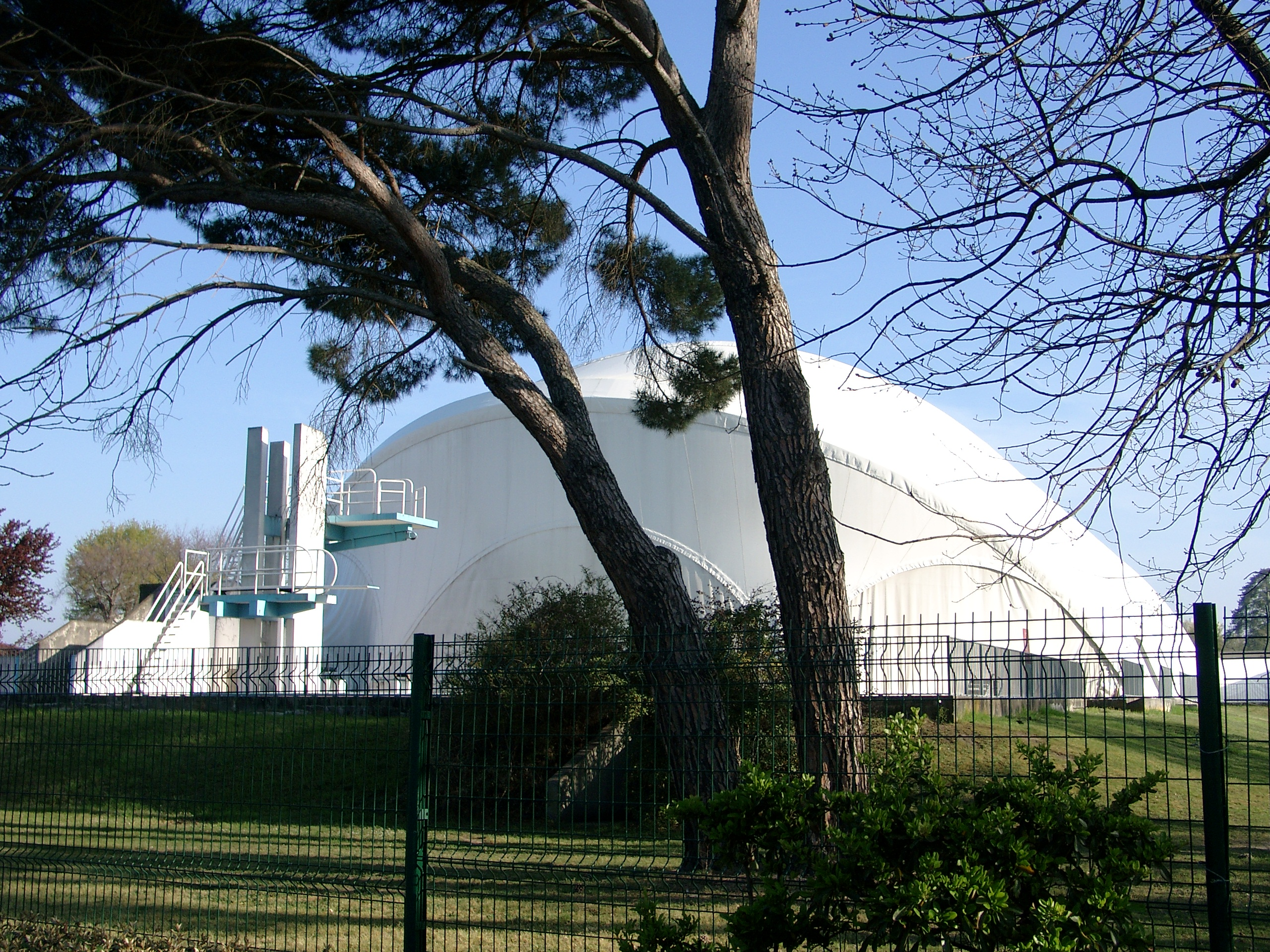
Zwembad